# لن أعود (فلم)
فيلم مصري صدر في 30 مارس 1959

## قصة الفيلم
بعد أن ينتهى فتحى من بعثته الدراسية، يشتري الآلات المطلوبة للمصنع الذي يملكه، لكن فتحى على علاقة غير سوية مع علية زوجة شاكر مدير المصنع، ومع علية تقيم ناهد ابنة أحد موظفي المصنع بعد أن فقدت والديها، وما أن يراها فتحي حتى يقع في حبها، هذا الحب الجديد جعله يبتعد عن علية، فيشتعل في صدرها الغيرة وتدبر خطة لإبعاد ناهد من طريق فتحي.

## طاقم العمل
كمال الشناوي
تحية كارييوكا
سميرة احمد